# Carlos Velasco Peyronnet
Carlos Velasco Peyronnet fue un arquitecto y urbanista español.
Como hijo de Carlos Velasco Peinado, al morir éste fue quien defendió el proyecto primitivo de la Gran Vía ante el Gobierno en el año 1904, frente a las desventajas de la modificación realizada por los arquitectos municipales Salaberry y Octavio. También diseñó la Plaza de Toros de Gijón (apodada El Bibio) de porte mudéjar.